# Municipio de Perry (condado de Pike)
El municipio de Perry (en inglés: Perry Township) es un municipio ubicado en el condado de Pike en el estado estadounidense de Ohio. En el año 2010 tenía una población de 1026 habitantes y una densidad poblacional de 17,28 personas por km².

## Geografía
El municipio de Perry se encuentra ubicado en las coordenadas 39°10′18″N 83°18′50″O / 39.17167, -83.31389. Según la Oficina del Censo de los Estados Unidos, el municipio tiene una superficie total de 59.36 km², de la cual 59,35 km² corresponden a tierra firme y (0,02 %) 0,01 km² es agua.

## Demografía
Según el censo de 2010, había 1026 personas residiendo en el municipio de Perry. La densidad de población era de 17,28 hab./km². De los 1026 habitantes, el municipio de Perry estaba compuesto por el 96,88 % blancos, el 0,88 % eran afroamericanos, el 0,49 % eran asiáticos, el 0,39 % eran de otras razas y el 1,36 % eran de una mezcla de razas. Del total de la población el 0,97 % eran hispanos o latinos de cualquier raza.